# Principi de Pareto

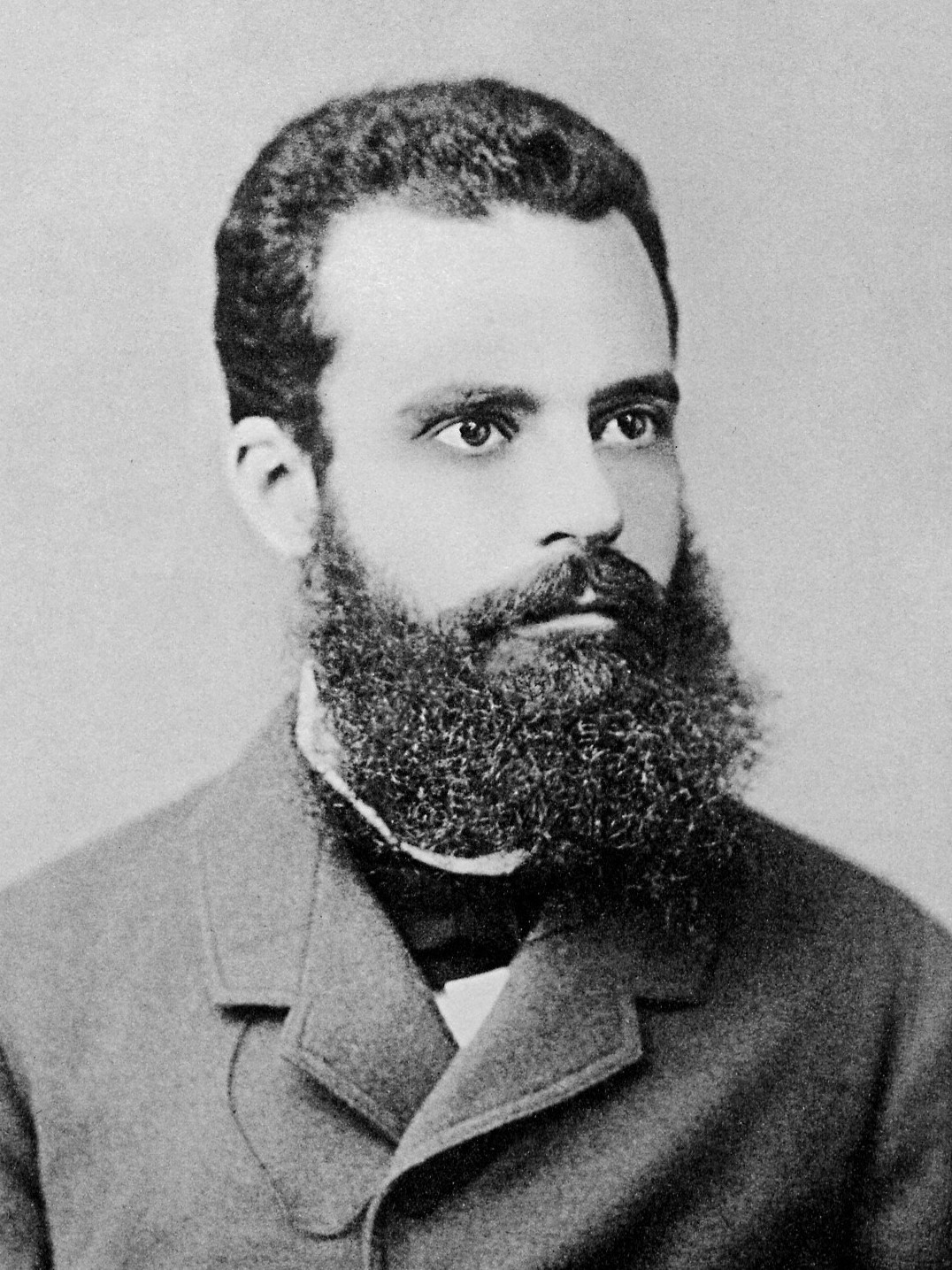
Vilfredo Pareto

El principi de Pareto (conegut també com la llei 80-20) diu que, en molts casos, el 80% dels efectes són conseqüència del 20% de les causes. El pensador en temes de gestió de negocis Joseph M. Juran va suggerir el principi i el va anomenar en honor de l'economista italià Vilfredo Pareto, que havia observat que el 80% dels ingressos a Itàlia procedien del 20% de la població. És una regla empírica habitual als negocis; per exemple el "80% de les vendes procedeixen del 20% dels clients."
El principi de Pareto només està relacionat de forma tangencial amb l'Òptim de Pareto, que també va ser presentat pel mateix economista, Vilfredo Pareto. Pareto va desenvolupar els dos conceptes en el context de l'estudi de la distribució d'ingressos i riquesa entre la població.

## Implicacions pràctiques
L'observació original estava connectada amb els ingressos i la riquesa. En Pareto es va adonar que a Itàlia el 80% de la riquesa era propietat del 20% de la població. Llavors va examinar altres països amb característiques diverses i va trobar, per a la seva sorpresa, que es produïa una distribució similar.
Això també s'aplica a una gran varietat de qüestions quotidianes: la gent porta aproximadament el 20% de la roba preferida durant aproximadament el 80% del temps, passa el 80% del temps amb el 20% de les persones conegudes, etc. D'acord amb el principi de Pareto el 80% de les consultes a la viquipèdia hauria de correspondre al 20% de les pàgines.
El principi de Pareto té moltes aplicacions a control de qualitat. És la base del diagrama de Pareto, una de les eines claus que es fan servir a control de la qualitat total i al mètode sis sigma. El principi de Pareto ofereix la línia bàsica per al anàlis-ABC i l'anàlisi-XYZ, que són a bastament emprats a logística i subministrament amb l'objectiu d'optimitzar l'estoc de productes, i els costos de manteniment i adquisició d'aquests estocs.
En informàtica el principi de Pareto es pot aplicar per a l'optimització de recursos a base d'observar que el 80% dels recursos són emprats pel 20% de les operacions. En enginyeria del software sovint resulta una millor aproximació a la realitat el fet de suposar que el 90% del temps d'execució d'un programa d'ordinador es dedica a executar el 10% del codi (coneguda en aquest context com la llei 90/10). A les comunitats d'Internet, es calcula que un 1% dels usuaris creen contingut, el 9% el modifiquen i l'altre 90% el consumeix passivament.
En els negocis, sovint es poden assolir millores espectaculars a base d'identificar quins són els clients, activitats o processos que configuren aquest 20% que és responsable del 80% dels beneficis i llavors maximitzant l'atenció que s'hi presta.
Una aplicació 'inversa' del principi de Pareto és el que s'anomena concentrar-se en la 'Cua Llarga' en màrqueting d'internet. En comptes de concentrar-se en les paraules clau que tenen una alta popularitat i per les quals hi ha una forta competència, alguns s'han concentrat en les molt més abundants però més obscures frases que reben unes quantes cerques cada mes. I han creat pàgines web que són enginys optimitzats per a buscar aquestes frases; tenir èxit en això és més fàcil que concentrar-se en aquelles poques paraules que són més populars i per les quals hi ha molta competència.

## Índex de Theil
L'índex de Theil és una mesura de l'entropia que es fa servir per a mesurar les desigualtats. La mesura és 0 per a distribucions 50:50 i té valor 1 per a la distribució de Pareto de 82:18. Desigualtats més grans porten a l'índex de Theil per damunt del 1.